# Можайський кремль
Можа́йський кремль — білокам'яна (до XVII століття дерев'яна) фортеця, яка не дійшла до наших часів у місті Можайськ Московської області Росії. Залишки кремля входять в експозицію Можайського історико-краєзнавчого музею, вона включає земляні вали, в'їзні ворота, Ново-Микольський собор (1684–1812 рр), церкву Петра і Павла (1848).

## Історія
Можайський кремль — одна з найважливіших підмосковних фортець, яка прикривала підступи до Москви з західного стратегічного напрямку. Дерев'яний дитинець існував тут з 12 століття, а на початку 17 століття збудований кам'яний кремль. Від кремля збереглися лише кам'яний міст, Старо-Микольський собор (14 ст., 1852) Ново-Микольський собор (1812), фортечні вали, джерельно озеро, деталі Микольських воріт та фортечної стіни.
Дерев'яний дитинець у Можайську існував з 12 століття, у 13 столітті дитинець декілька разів безуспішно штурмували під час княжих міжусобиць, а в 1293 його спалили монголи. З початку 14 століття місто перейшло під владу Москви, князь Юрій Данилович відбудував нові фортечні стіни, які витримали облогу литовського князя Ольгерда, але були знищені Тохтамишом у 1382. Після цього кремль був знову відновлений, причому парадні Микольські ворота були відбудовані з каменю. Тоді кремль складався з кількох башт: Микольської (з надвратною церквою), башту Кухню, Косу Стрільню, Петрівську (з воротами), Глуху, Красну, напівбашту Суріне Коліно та інші.
У 1618 витримав спільну облогу польського королевича Владислава та гетьмана Жолкевського, це була остання облога дерев'яних стін Можайська.
У 1624-1626 збудований кам'яний кремль.
У плані новий кремль майже повністю повторював стару дерев'яну фортецю та являв собою неправильний п'ятикутник, при цьому стіни спирались на 6 потужних башт, а також на природну перепону у вигляді річки Можайки.

## Сучасне використання
Ново-Микольський собор (1779–1812) постав на місці Микольських воріт Можайського кремля. Після II Світової війни сильно постраждалий собор був відновлений без купольної ротонди над центральною частиною. Після реставрації у ньому розмістилась трикотажна фабрика. У 1980-х роках переданий у підпорядкування Державного Бородинського військово-історичного музею. З 1994 року у соборі відновились Богослужіння. 14 квітня 2013 року відбулось сповзання ґрунту на західному схилі що призвело до нових руйнувань.
Церква Петра і Павла, 1849–1852 рр збудована на місці зруйнованого у 1844 році Старо-Микольського собору. З 1960-х — міський музей, як храм не використовується, триває реставрація
.